# Историческая площадь (Тюмень)
Историческая площадь в Тюмени находится в начале улиц Ленина и Республики на границе Калининского и Центрального административных округов города.

## История
Историческая площадь возникла на том месте, где более 400 лет назад первые поселенцы Тюмени на берегу реки Туры воздвигли деревянный Тюменский кремль. Это место не сохранилось, поскольку его подмыла Тура. Площадь неоднократно застраивалась и расчищалась, а современный облик приняла в 1960—1980-е гг. В память о первом поселении здесь установлен камень-памятник в честь основания города.
На площади с 21 января 1952 года стояла ростовая статуя В. И. Ленина из чёрного камня. В конце 1980-х гг. её убрали, а на бывшей клумбе памятника Ленину в декабре 1992 года был установлен памятник казаку Ермаку и его товарищам — простой чёрный металлический крест и гранитный камень. После посещения Тюменской области Алексием II к памятнику Ермаку прибавили ещё несколько кусков гранита.
Доминантой площади является Монумент памяти погибших воинов Великой Отечественной войны. Монумент представляет собой каменный пилон высотой 28 метров. На плите рядом с ним выбиты имена тюменцев, ставших Героями Советского Союза и полными кавалерами Ордена Славы. Здесь же горит Вечный Огонь. Мемориал был открыт 9 мая 1968 г.
Позади Исторической площади находится Дом обороны. В нём располагаются Российская оборонная спортивно-техническая организация, Тюменский областной совет РОСТО, авиационно-спортивный клуб, автомобильная и радиотехническая школы.
Также на площади находится Музейный комплекс имени И. Я. Словцова (здание бывшей Городской Думы Тюмени).
С Исторической площади открывается красивый вид на реку Туру, Мост влюблённых и заречную часть Тюмени.

## Галерея

Монумент памяти погибших воинов Великой Отечественной войны
Историческая площадь (Тюмень). Камень-памятник в честь основания Тюмени